# 山越車站
山越車站（日语：／ Yamakoshi eki */?）是一由北海道旅客鐵道（JR北海道）所經營的鐵路車站，位於日本北海道二海郡八雲町，是JR北海道函館本線沿線的一個無人車站。山越車站屬於JR北海道函館支社的管理範圍，車站名稱起源於愛奴語中的「yam-us-nay」（栗子多的河川）。
無人管理的山越車站由於地近江戶幕府時代山越內關所的遺跡，因此月台上的候車室特別設計成仿關所建築的模樣並掛上「山越內關所」的木牌，以呼應該地「日本最北端的關所」之名。
車站在1903年初設置時原名山越內，隔年（1904年）才改為現名。

## 車站結構
混合月台2面3線，採用月台、軌道、月台、軌道並列構造的地面車站。月台中央設有站內平交道。

## 相鄰車站
北海道旅客鐵道（JR北海道）
■函館本線
■特急「北斗」
通過
■普通
野田生（H56）－山越（H55）－八雲（H54）

## 外部連結
- JR北海道山越站 （页面存档备份，存于）